# Platyctenida
Platyctenida is een orde van ribkwallen uit de klasse van de Tentaculata.

## Familie
- Coeloplanidae Willey, 1896
- Ctenoplanidae Willey, 1896
- Lyroctenidae Komai, 1942
- Savangiidae Harbison & Madin, 1982
- Tjalfiellidae Komai, 1922